# ستیل الکل
ستیل الکل (به انگلیسی: Cetyl alcohol) یک ترکیب شیمیایی با شناسه پاب‌کم ۲۶۸۲ است. شکل ظاهری این ترکیب، بلورهای سفید است.
ستیل الکل (هگزا دکانول) و سایر الکل‌های چرب زنجیره بلند قادرند یک لایه به ضخامت یک مولکول (0.002 میکرون) تشکیل دهند تحت عنوان mono layer خوانده می‌شود. مواد فوق به راحتی بر روی آب گسترش میابد و از طریق رانش یونی با سرعت تقریباً 10km/hr این محصول کاملاً قابل تجزیه در طبیعت است. غیر سمی است و نسبت به اکسیژن قابل نفوذ است.